# Moulis (Ariège)
Pour les articles homonymes, voir Moulis.
Moulis (Molins en Occitan) est une commune française située dans le département de l'Ariège, en région Occitanie. Sur le plan historique et culturel, la commune fait partie du Couserans, pays aux racines gasconnes structuré par le cours du Salat.
Exposée à un climat océanique altéré, elle est drainée par le Lez, le ruisseau de Remillassé, le ruisseau de Sour et par divers autres petits cours d'eau. Incluse dans le parc naturel régional des Pyrénées ariégeoises, la commune possède un patrimoine naturel remarquable : un site Natura 2000 (le « chars de Moulis et de Liqué, grotte d'Aubert, Soulane de Balaguères et de Sainte-Catherine, granges des vallées de Sour et d'Astien »), deux espaces protégés (les « falaises de Sourroque » et la « grotte d'Aubert ») et cinq zones naturelles d'intérêt écologique, faunistique et floristique.
Moulis est une commune rurale qui compte 796 habitants en 2022, après avoir connu un pic de population de 2 703 habitants en 1831. Elle fait partie de l'aire d'attraction de Saint-Girons. Ses habitants sont appelés les Moulisiens ou Moulisiennes.
Le patrimoine architectural de la commune comprend deux immeubles protégés au titre des monuments historiques : l'église Notre-Dame de Luzenac, classée en 1961, et la pile romaine de Luzenac, classée en 1905.

## Géographie

### Localisation
La commune de Moulis se trouve dans le département de l'Ariège, en région Occitanie.
Commune des Pyrénées située dans l'aire d'attraction de Saint-Girons, en Couserans. Elle fait partie de la communauté de communes Couserans - Pyrénées et du parc naturel régional des Pyrénées ariégeoises.
Elle se situe à 42 km à vol d'oiseau de Foix, préfecture du département, et à 5 km de Saint-Girons, sous-préfecture.
Les communes les plus proches sont :
Montégut-en-Couserans (2,2 km), Engomer (3,0 km), Balaguères (4,0 km), Montgauch (4,5 km), Saint-Girons (5,2 km), Cescau (5,4 km), Arrout (5,4 km), Lorp-Sentaraille (5,8 km).
Sur le plan historique et culturel, Moulis fait partie du Couserans, pays aux racines gasconnes structuré par le cours du Salat (affluent de la Garonne), que rien ne prédisposait à rejoindre les anciennes dépendances du comté de Foix.
Moulis est limitrophe de douze autres communes.
Les communes limitrophes sont Alos, Arrien-en-Bethmale, Balaguères, Bethmale, Castillon-en-Couserans, Engomer, Eycheil, Lacourt, Montégut-en-Couserans, Montgauch, Saint-Girons et Saint-Lizier.
| Montgauch, Balaguères                      | Montégut-en-Couserans | Saint-Lizier, Saint-Girons            |
| Engomer                                    | Moulis                | Eycheil, Lacourt (par un quadripoint) |
| Castillon-en-Couserans, Arrien-en-Bethmale | Bethmale              | Alos                                  |

### Géologie et relief
La commune est située dans les Pyrénées, une chaîne montagneuse jeune, érigée durant l'ère tertiaire (il y a 40 millions d'années environ), en même temps que les Alpes. Les terrains affleurants sur le territoire communal sont constitués de roches pour partie sédimentaires et pour partie métamorphiques datant pour certaines du Mésozoïque, anciennement appelé Ère secondaire, qui s'étend de −252,2 à −66,0 Ma, et pour d'autres du Protérozoïque, le dernier éon du Précambrien sur l’échelle des temps géologiques. La structure détaillée des couches affleurantes est décrite dans les feuilles « no 1073 - Aspect » et « no 1074 - Saint-Girons » de la carte géologique harmonisée au 1/50 000ème du département de l'Ariège, et leurs notices associées.
La superficie cadastrale de la commune publiée par l’Insee, qui sert de références dans toutes les statistiques, est de 36,55 km2,. La superficie géographique, issue de la BD Topo, composante du Référentiel à grande échelle produit par l'IGN, est quant à elle de 36,82 km2. Son relief est particulièrement escarpé puisque la dénivelée maximale atteint 1 196 mètres. L'altitude du territoire varie entre 412 m et 1 608 m.

### Hydrographie

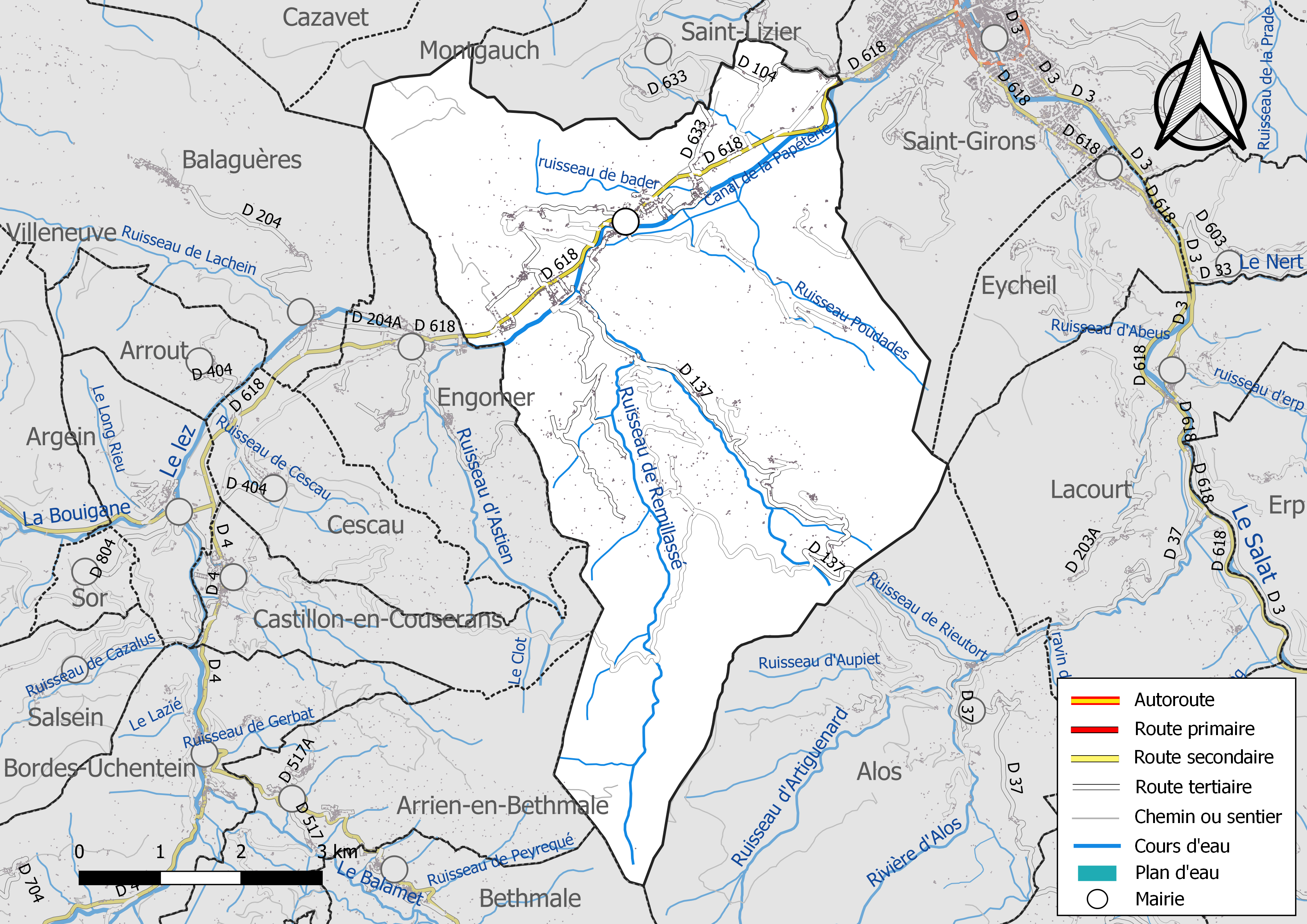
Réseaux hydrographique et routier de Moulis.

La commune est dans le bassin versant de la Garonne, au sein du bassin hydrographique Adour-Garonne. Elle est drainée par le Lez, le ruisseau de Remillassé, le ruisseau de Sour, un bras du Lez, Canal de la Papéterie, Goute de Saboulies, le ruisseau de bader, le ruisseau de Rieulong, le ruisseau des Carbouères, le ruisseau Poudades et par divers petits cours d'eau, constituant un réseau hydrographique de 39 km de longueur totale,.
Le Lez, d'une longueur totale de 35,8 km, prend sa source dans la commune de Sentein et s'écoule du sud-ouest vers le nord-est. Il traverse la commune et se jette dans le Salat à Saint-Girons, après avoir traversé 11 communes.

### Climat
Pour des articles plus généraux, voir Climat de l'Occitanie et Climat de l'Ariège.
En 2010, le climat de la commune est de type climat océanique altéré, selon une étude s'appuyant sur une série de données couvrant la période 1971-2000. En 2020, Météo-France publie une typologie des climats de la France métropolitaine dans laquelle la commune est exposée à un climat de montagne et est dans la région climatique Pyrénées centrales, caractérisée par une pluviométrie annuelle de 1 000 à 1 200 mm.
Pour la période 1971-2000, la température annuelle moyenne est de 11,9 °C, avec une amplitude thermique annuelle de 14,9 °C. Le cumul annuel moyen de précipitations est de 986 mm, avec 10,2 jours de précipitations en janvier et 6,9 jours en juillet. Pour la période 1991-2020, la température moyenne annuelle observée sur la station météorologique la plus proche, située sur la commune de Lorp-Sentaraille à 6 km à vol d'oiseau, est de 12,5 °C et le cumul annuel moyen de précipitations est de 973,2 mm,. Pour l'avenir, les paramètres climatiques de la commune estimés pour 2050 selon différents scénarios d'émission de gaz à effet de serre sont consultables sur un site dédié publié par Météo-France en novembre 2022.

### Milieux naturels et biodiversité

#### Espaces protégés
La protection réglementaire est le mode d’intervention le plus fort pour préserver des espaces naturels remarquables et leur biodiversité associée,.
La commune fait partie du parc naturel régional des Pyrénées ariégeoises, créé en 2009 et d'une superficie de 245 973 ha, qui s'étend sur 138 communes du département. Ce territoire unit les plus hauts sommets aux frontières de l’Andorre et de l’Espagne (la Pique d'Estats, le mont Valier, etc) et les plus hautes vallées des avants-monts, jusqu’aux plissements du Plantaurel.
Deux autres espaces protégés sont présents sur la commune :
- les « falaises de Sourroque », objet d'un arrêté de protection de biotope, d'une superficie de 85,5 ha[26] ;
- la « grotte d'Aubert », objet d'un arrêté de protection de biotope, d'une superficie de 0,2 ha[27].

#### Réseau Natura 2000

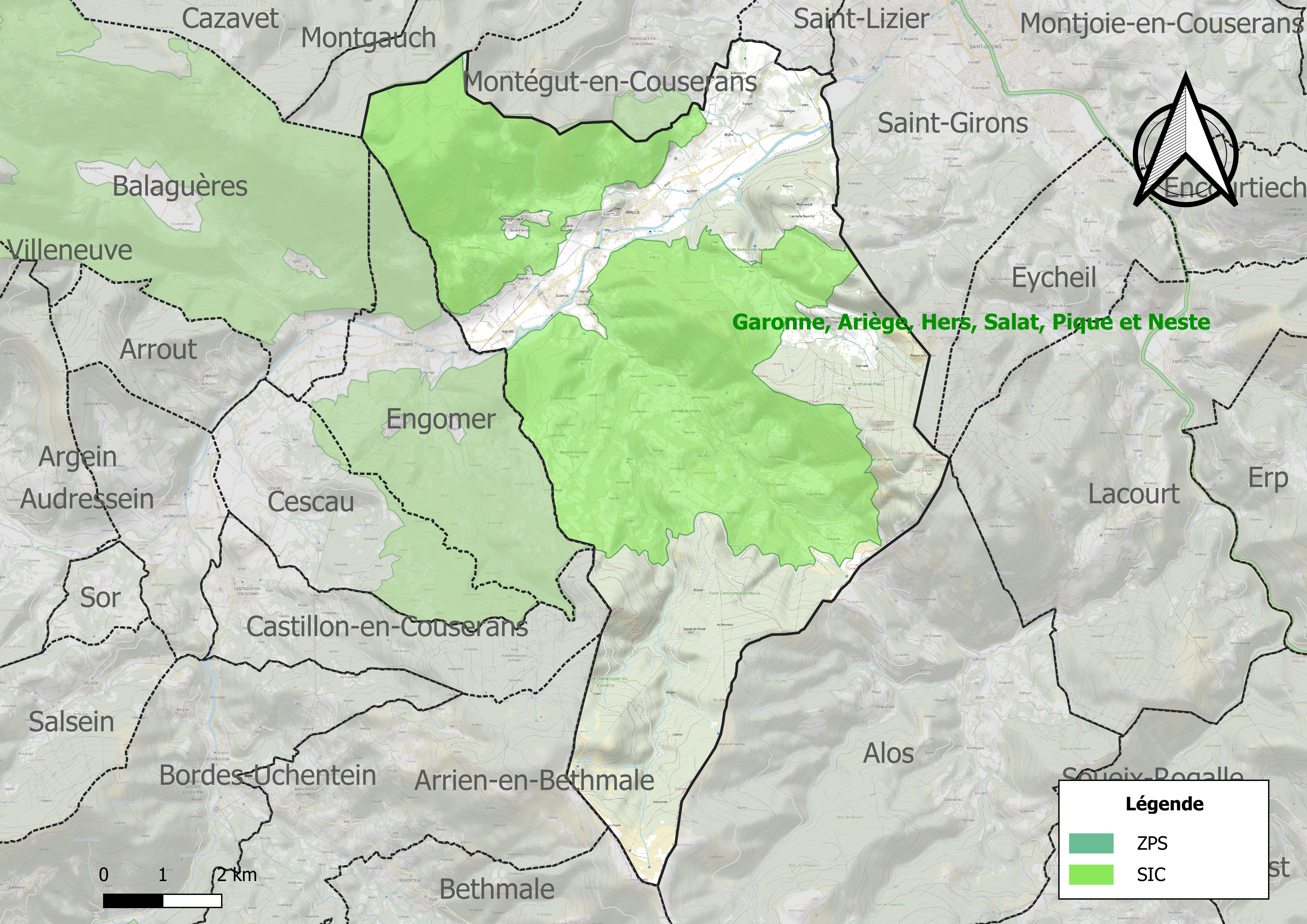
Site Natura 2000 sur le territoire communal.

Le réseau Natura 2000 est un réseau écologique européen de sites naturels d'intérêt écologique élaboré à partir des directives habitats et oiseaux, constitué de zones spéciales de conservation (ZSC) et de zones de protection spéciale (ZPS).
Un site Natura 2000 a été défini sur la commune au titre de la directive habitats : le « chars de Moulis et de Liqué, grotte d'Aubert, Soulane de Balaguères et de Sainte-Catherine, granges des vallées de Sour et d'Astien », d'une superficie de 4 377 ha, un ensemble de petits massifs calcaires karstifiés avec sites à orchidées exceptionnels et des grottes de reproduction pour les chauves-souris.

#### Zones naturelles d'intérêt écologique, faunistique et floristique
L’inventaire des zones naturelles d'intérêt écologique, faunistique et floristique (ZNIEFF) a pour objectif de réaliser une couverture des zones les plus intéressantes sur le plan écologique, essentiellement dans la perspective d’améliorer la connaissance du patrimoine naturel national et de fournir aux différents décideurs un outil d’aide à la prise en compte de l’environnement dans l’aménagement du territoire.
Trois ZNIEFF de type 1 sont recensées sur la commune :
- le « massif du Bouireix et montagnes de Sourroque » (13 572 ha), couvrant 14 communes du département[32] ;
- la « partie aval du Lez entre Les Bordes-sur-Lez et Saint-Girons » (76 ha), couvrant 9 communes du département[33],
- la « soulane de Balaguères au Char de Liqué » (5 178 ha), couvrant 13 communes du département[34] ;

et deux ZNIEFF de type 2, :
- le « massif d'Arbas » (27 233 ha), couvrant 90 communes dont 48 dans l'Ariège et 42 dans la Haute-Garonne[35] ;
- les « massifs du mont Valier, du Bouirex et montagnes de Sourroque » (32 357 ha), couvrant 18 communes du département[36].

Carte des ZNIEFF de type 1 et 2 à Moulis.
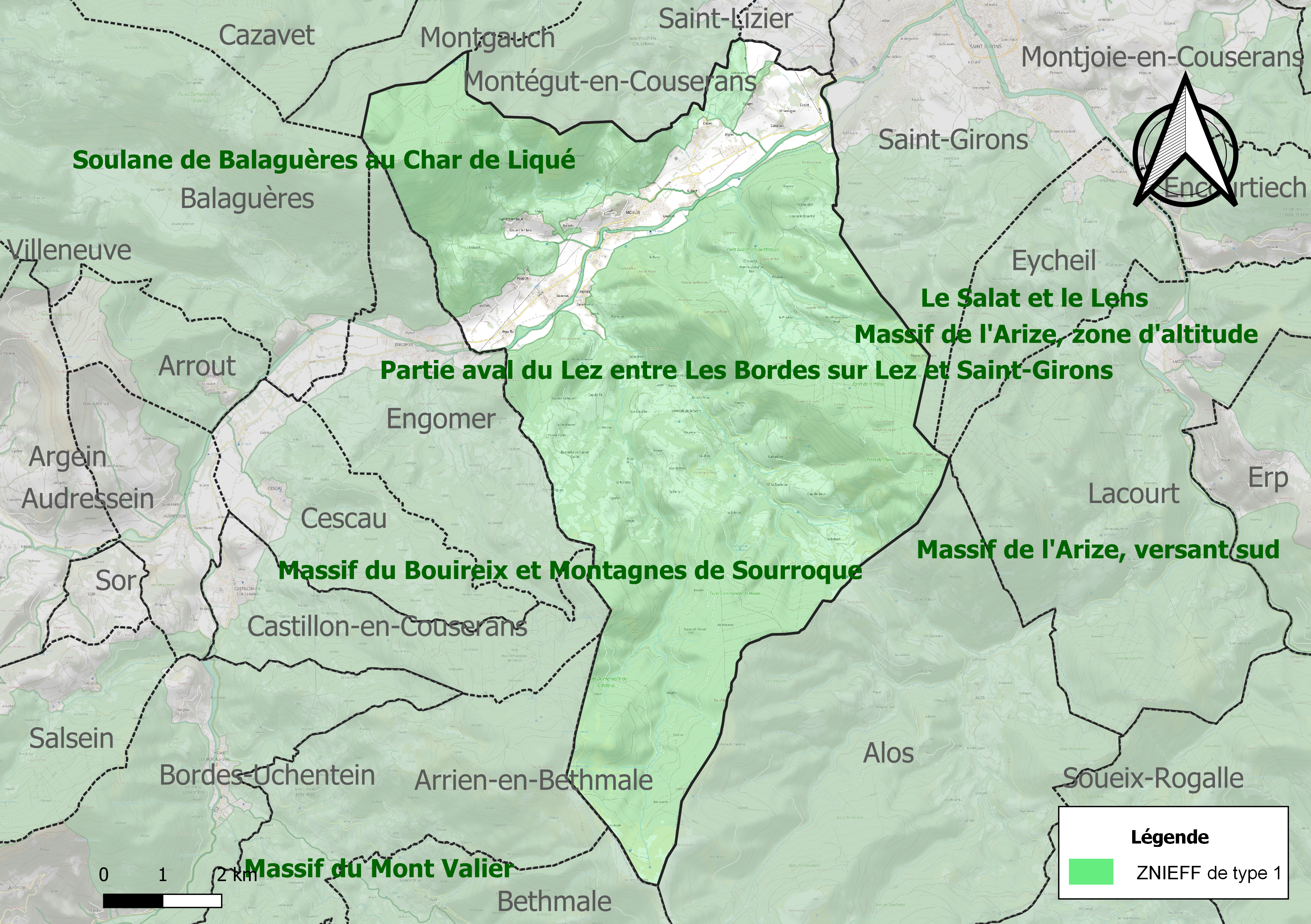
Carte des ZNIEFF de type 1 sur la commune.
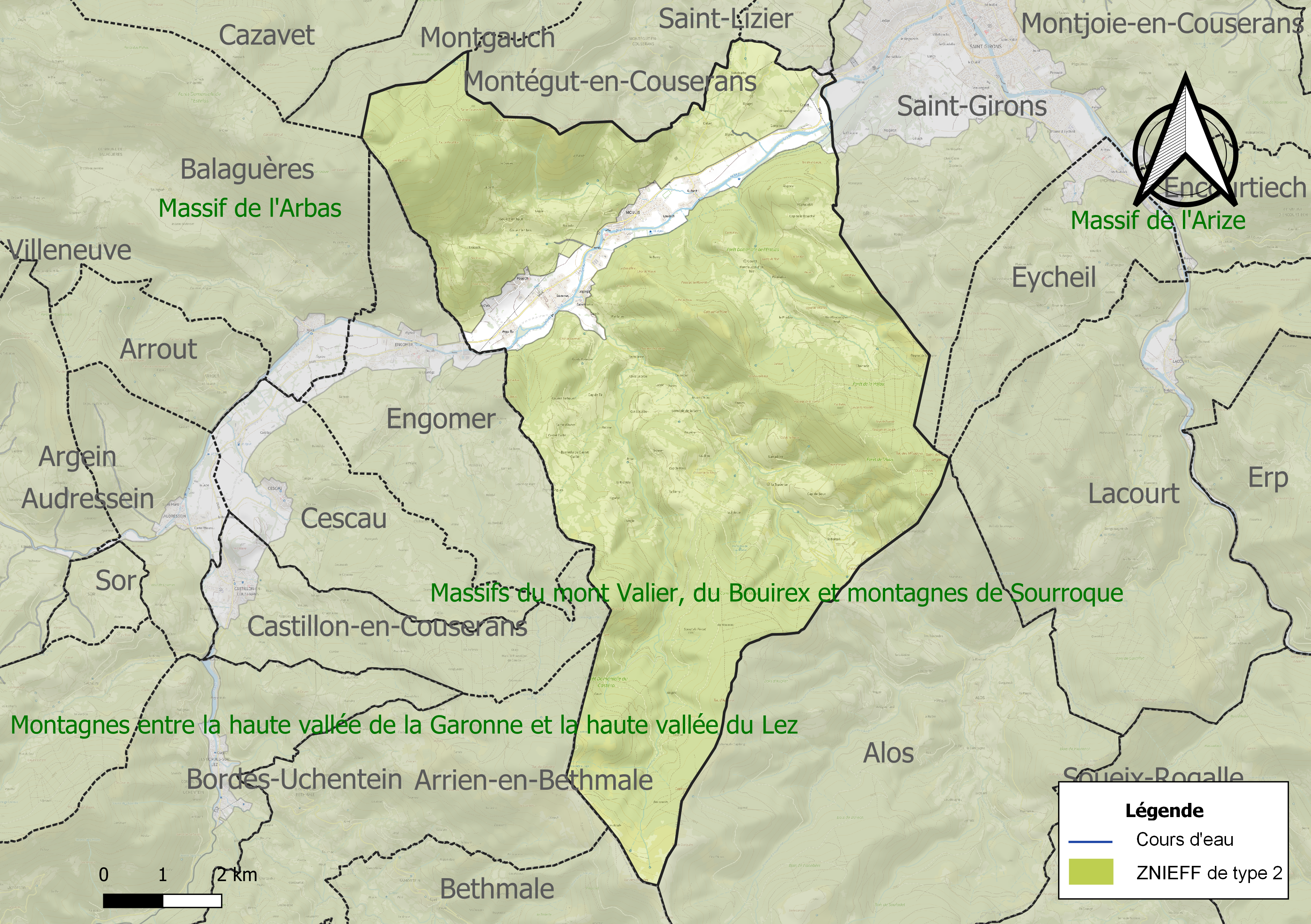
Carte des ZNIEFF de type 2 sur la commune.

## Urbanisme

### Typologie
Au 1er janvier 2024, Moulis est catégorisée commune rurale à habitat dispersé, selon la nouvelle grille communale de densité à 7 niveaux définie par l'Insee en 2022.
Elle est située hors unité urbaine. Par ailleurs la commune fait partie de l'aire d'attraction de Saint-Girons, dont elle est une commune de la couronne,. Cette aire, qui regroupe 70 communes, est catégorisée dans les aires de moins de 50 000 habitants,.

### Occupation des sols

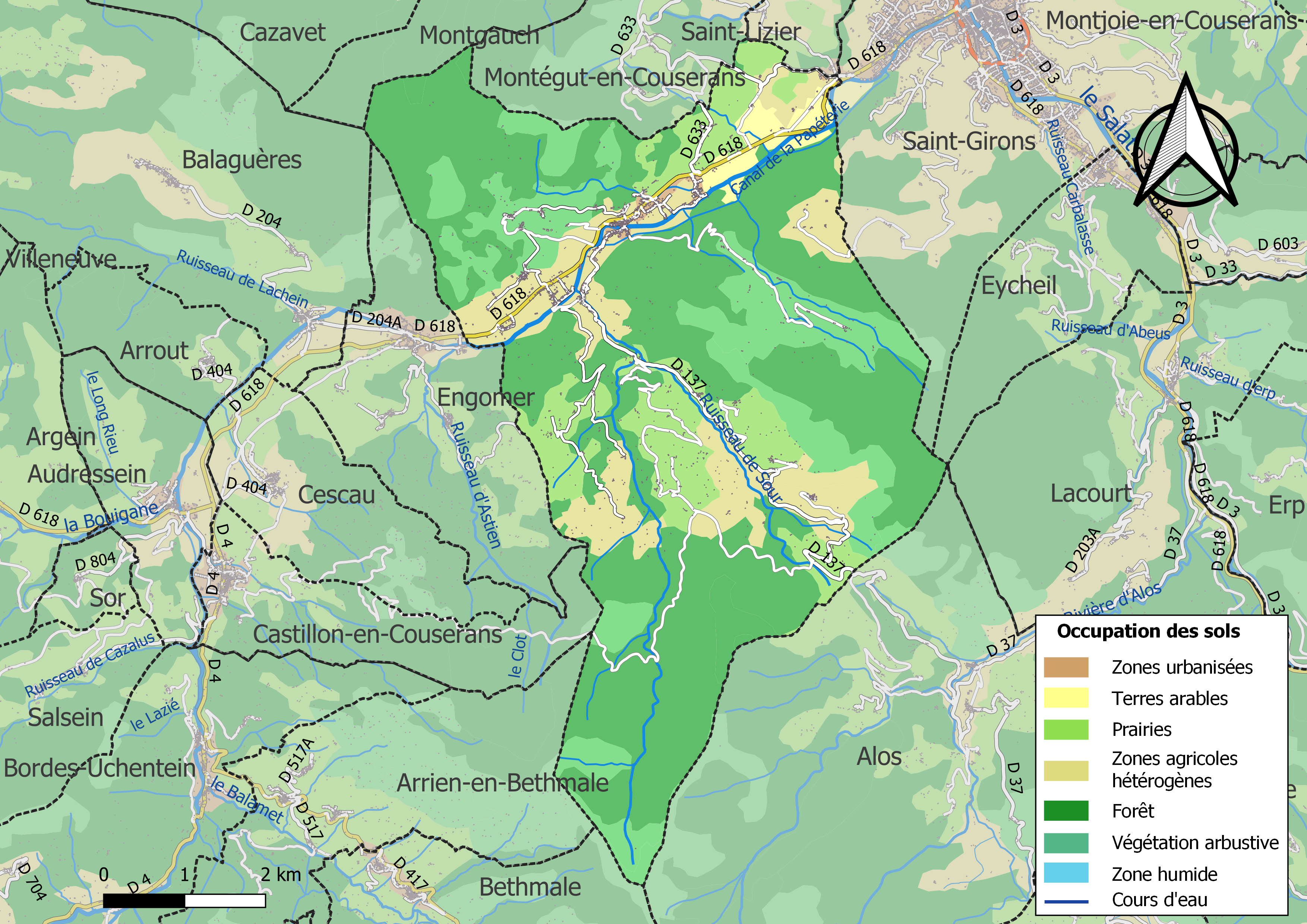
Carte des infrastructures et de l'occupation des sols de la commune en 2018 (CLC).

L'occupation des sols de la commune, telle qu'elle ressort de la base de données européenne d’occupation biophysique des sols Corine Land Cover (CLC), est marquée par l'importance des forêts et milieux semi-naturels (69,4 % en 2018), une proportion sensiblement équivalente à celle de 1990 (68,9 %). La répartition détaillée en 2018 est la suivante :
forêts (52,6 %), milieux à végétation arbustive et/ou herbacée (16,8 %), zones agricoles hétérogènes (13,5 %), prairies (13,1 %), terres arables (2,2 %), zones urbanisées (1,9 %). L'évolution de l’occupation des sols de la commune et de ses infrastructures peut être observée sur les différentes représentations cartographiques du territoire : la carte de Cassini (XVIIIe siècle), la carte d'état-major (1820-1866) et les cartes ou photos aériennes de l'IGN pour la période actuelle (1950 à aujourd'hui).

### Hameaux

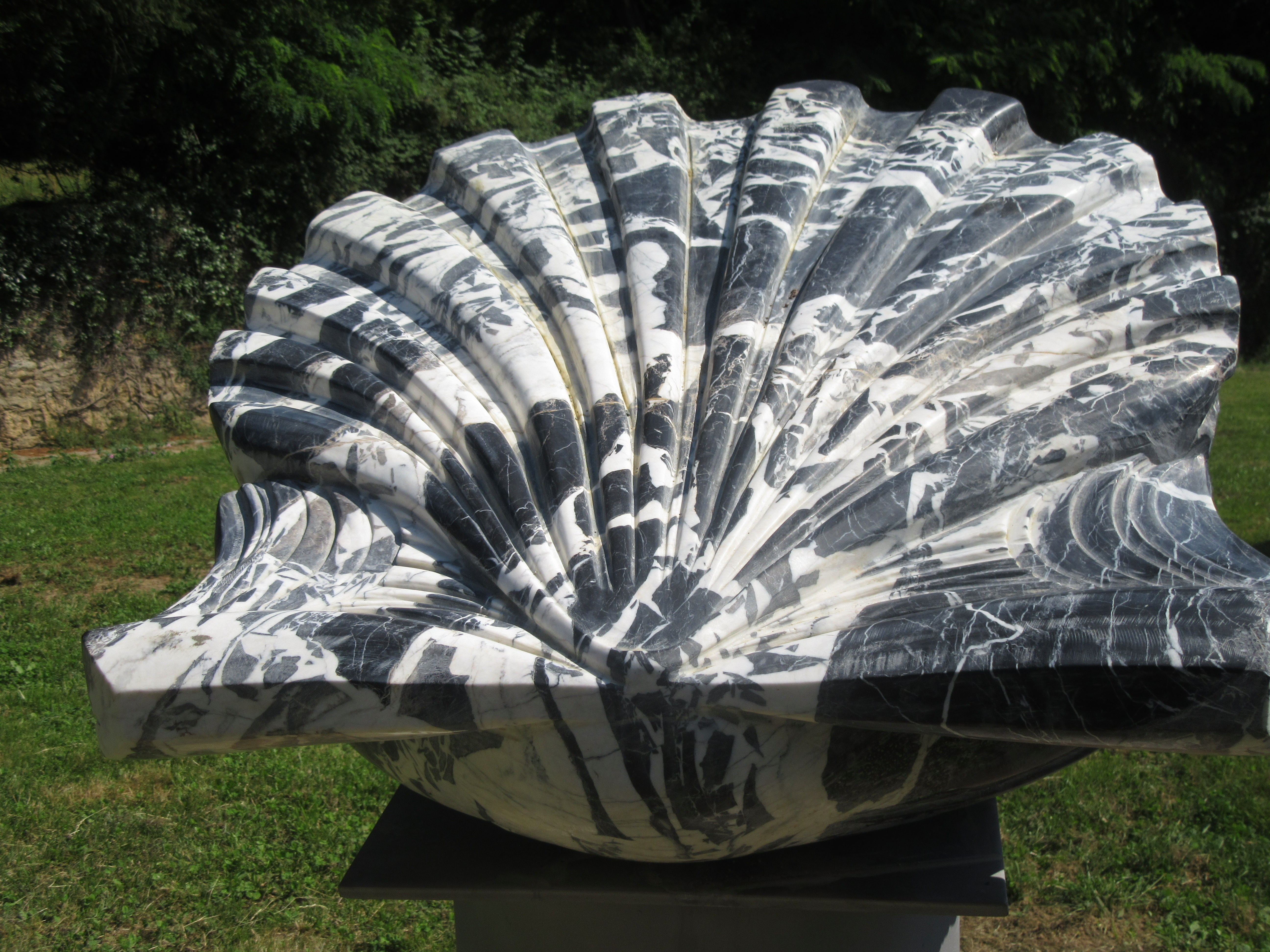
Coquille en marbre Grand antique d'Aubert, posée en juillet 2018 au Pouech, sur le chemin du piémont pyrénéen.

Arguilla, Aubert, Bader, Barrail, Bernède, Cap-de-Sour, Goué, Jouan-d’Arau, Lambège, Lasserre, Légergé, Liqué, Luzenac de Moulis, Montfaucon, Pouech, Rames, Sarradère, la Traverse…

### Habitat et logement
En 2018, le nombre total de logements dans la commune était de 630, alors qu'il était de 584 en 2013 et de 570 en 2008.
Parmi ces logements, 59,8 % étaient des résidences principales, 26,1 % des résidences secondaires et 14,1 % des logements vacants. Ces logements étaient pour 94,5 % d'entre eux des maisons individuelles et pour 3,6 % des appartements.
Le tableau ci-dessous présente la typologie des logements à Moulis en 2018 en comparaison avec celle de l'Ariège et de la France entière. Une caractéristique marquante du parc de logements est ainsi une proportion de résidences secondaires et logements occasionnels (26,1 %) supérieure à celle du département (24,6 %) et à celle de la France entière (9,7 %). Concernant le statut d'occupation de ces logements, 80,5 % des habitants de la commune sont propriétaires de leur logement (81,6 % en 2013), contre 66,3 % pour l'Ariège et 57,5 % pour la France entière.
| Typologie                                               | Moulis | Ariège | France entière |
| ------------------------------------------------------- | ------ | ------ | -------------- |
| Résidences principales (en %)                           | 59,8   | 65,7   | 82,1           |
| Résidences secondaires et logements occasionnels (en %) | 26,1   | 24,6   | 9,7            |
| Logements vacants (en %)                                | 14,1   | 9,7    | 8,2            |

### Voies de communication et transports
L'accès principal s'effectue avec la route départementale D 618 (ex-route nationale 618). La D 137 conduit vers le col de Portech (868 m) et le massif de Sourroque en desservant de nombreux hameaux.

### Risques majeurs

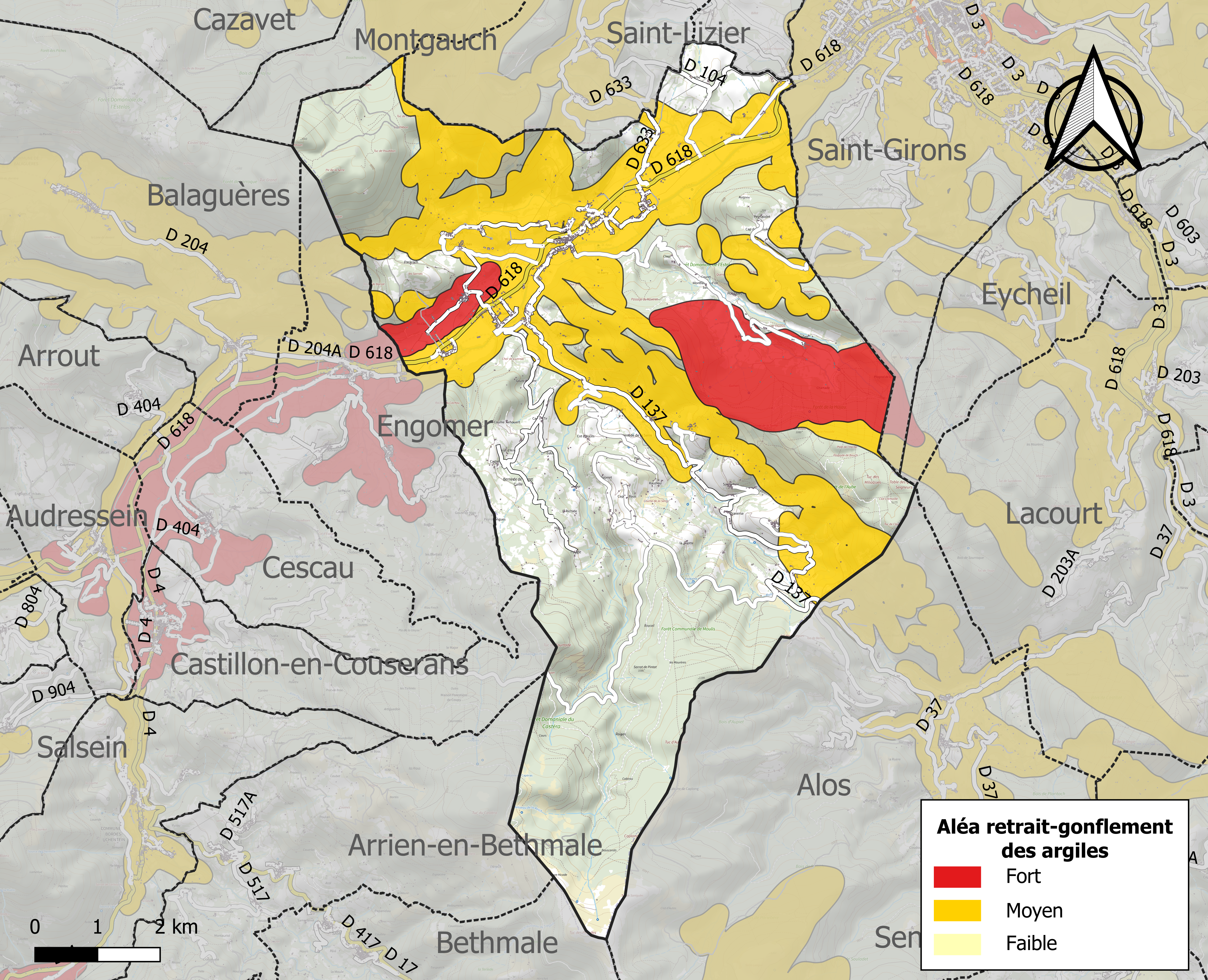
Zonage de l'aléa retrait-gonflement des argiles sur la commune de Moulis.

Le territoire de la commune de Moulis est vulnérable à différents aléas naturels : inondations, climatiques (grand froid ou canicule), feux de forêts, mouvements de terrains et séisme (sismicité modérée),.
Certaines parties du territoire communal sont susceptibles d’être affectées par le risque d’inondation par débordement, crue torrentielle d'un cours d'eau, le Lens, ou ruissellement d'un versant.
Les mouvements de terrains susceptibles de se produire sur la commune sont soit des chutes de blocs, soit des glissements de terrains, soit des effondrements liés à des cavités souterraines, soit des mouvements liés au retrait-gonflement des argiles. Près de 50 % de la superficie du département est concernée par l'aléa retrait-gonflement des argiles, dont la commune de Moulis. L'inventaire national des cavités souterraines permet par ailleurs de localiser celles situées sur la commune.
Ces risques naturels sont pris en compte dans l'aménagement du territoire de la commune par le biais d'un plan de prévention des risques (PPR) inondation et mouvement de terrain approuvé le 26 avril 2012.

## Toponymie
Le nom de la commune vient de l'occitan molin « moulin ».

## Histoire

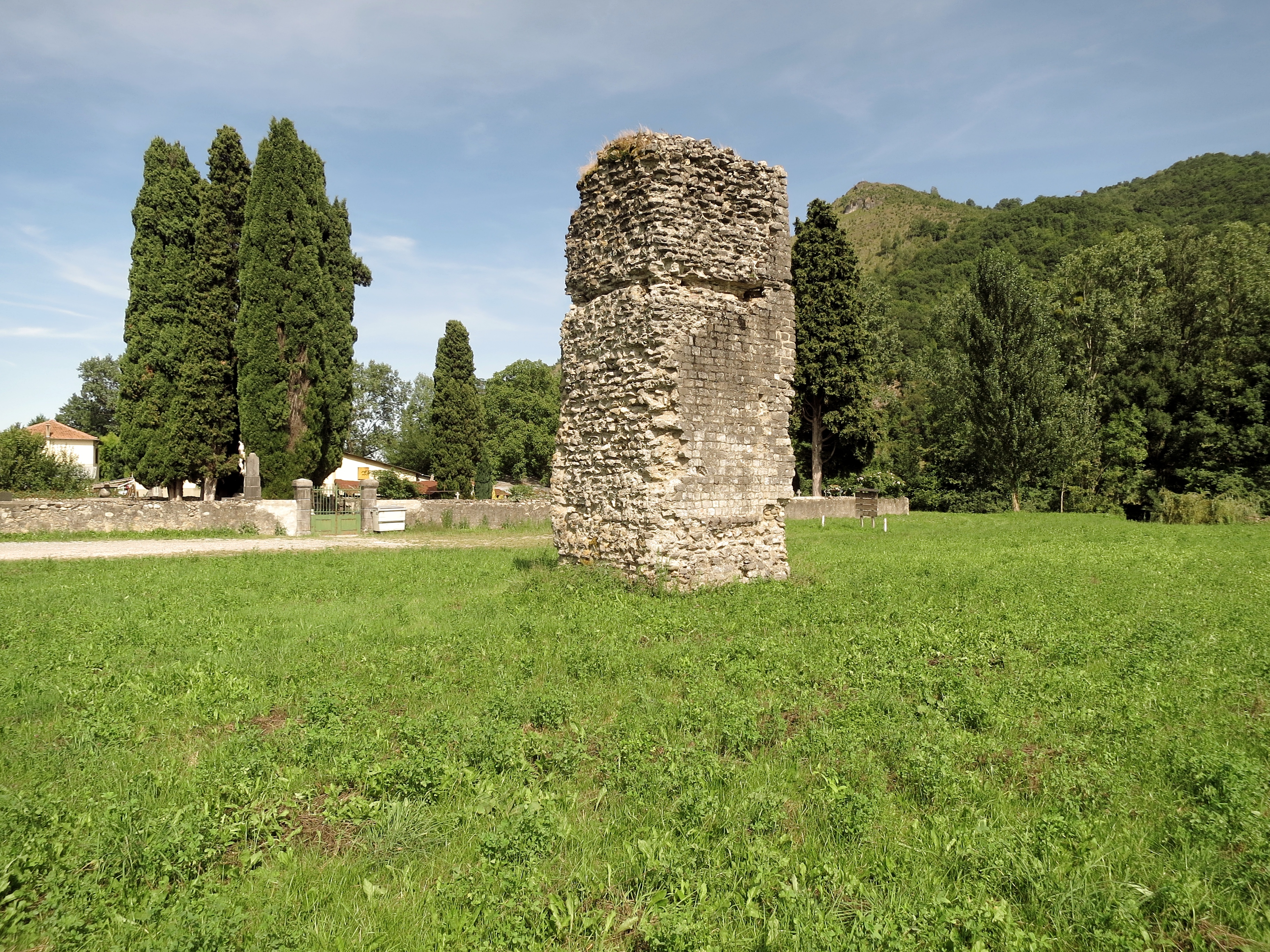
Pile romaine de Luzenac-de-Moulis.

### Antiquité
Le hameau d'Aubert a une origine antique. Des fouilles ont permis d'y découvrir de nombreux objets gallo-romains. La carrière de marbre d'Aubert était déjà exploitée à cette époque et des monnaies et outils antiques y ont été retrouvés. Elle a fourni des parements à la basilique Sainte-Sophie de Constantinople inaugurée par l'empereur Justinien en 537. Le roi mérovingien Childebert Ier avait répondu favorablement à une requête de l'empereur Justinien entre 532 et 537.
Un édicule gallo-romain a survécu jusqu'à nos jours, il s'agit de la « pile romaine de Luzenac », sans doute un ancien mausolée.

### Époque contemporaine
Le tramway électrique de la ligne de Saint-Girons à Castillon et à Sentein a desservi la commune de 1911 à 1937 avec halte au village et à Luzenac.

## Politique et administration

### Découpage territorial
La commune de Moulis est membre de la communauté de communes Couserans-Pyrénées, un établissement public de coopération intercommunale (EPCI) à fiscalité propre créé le 18 novembre 2016 dont le siège est à Saint-Lizier. Ce dernier est par ailleurs membre d'autres groupements intercommunaux.
Sur le plan administratif, elle est rattachée à l'arrondissement de Saint-Girons, au département de l'Ariège, en tant que circonscription administrative de l'État, et à la région Occitanie.
Sur le plan électoral, elle dépend du canton du Couserans Ouest pour l'élection des conseillers départementaux, depuis le redécoupage cantonal de 2014 entré en vigueur en 2015, et de la deuxième circonscription de l'Ariège  pour les élections législatives, depuis le redécoupage électoral de 1986.

### Administration municipale
Le nombre d'habitants au recensement de 2011 étant compris entre 500 et 1 499 habitants, le nombre de membres du conseil municipal pour l'élection de 2014 est de quinze,.

### Liste des maires
| Période                                  | Période  | Identité          | Étiquette | Qualité  |
| ---------------------------------------- | -------- | ----------------- | --------- | -------- |
| mars 2001                                | 2008     | Frédéric Castéras |           |          |
| mars 2008                                | 2020     | Aimé Galey        |           | Retraité |
| juillet 2020                             | En cours | Damien Souque     |           |          |
| Les données manquantes sont à compléter. |          |                   |           |          |

## Population et société

### Démographie
L'évolution du nombre d'habitants est connue à travers les recensements de la population effectués dans la commune depuis 1793. Pour les communes de moins de 10 000 habitants, une enquête de recensement portant sur toute la population est réalisée tous les cinq ans, les populations de référence des années intermédiaires étant quant à elles estimées par interpolation ou extrapolation. Pour la commune, le premier recensement exhaustif entrant dans le cadre du nouveau dispositif a été réalisé en 2006.

En 2022, la commune comptait 796 habitants, en évolution de +4,33 % par rapport à 2016 (Ariège : +1,48 %, France hors Mayotte : +2,11 %).
| 1793  | 1800  | 1806  | 1821  | 1831  | 1836  | 1841  | 1846  | 1851  |
| ----- | ----- | ----- | ----- | ----- | ----- | ----- | ----- | ----- |
| 1 977 | 1 690 | 2 068 | 2 309 | 2 703 | 2 607 | 2 612 | 2 594 | 2 520 |

| 1856  | 1861  | 1866  | 1872  | 1876  | 1881  | 1886  | 1891  | 1896  |
| ----- | ----- | ----- | ----- | ----- | ----- | ----- | ----- | ----- |
| 2 411 | 2 303 | 2 188 | 2 159 | 2 216 | 2 164 | 2 144 | 1 933 | 1 941 |

| 1901  | 1906  | 1911  | 1921  | 1926  | 1931  | 1936  | 1946  | 1954  |
| ----- | ----- | ----- | ----- | ----- | ----- | ----- | ----- | ----- |
| 1 866 | 1 750 | 1 537 | 1 354 | 1 267 | 1 159 | 1 079 | 1 070 | 1 003 |

| 1962  | 1968  | 1975 | 1982 | 1990 | 1999 | 2006 | 2011 | 2016 |
| ----- | ----- | ---- | ---- | ---- | ---- | ---- | ---- | ---- |
| 1 010 | 1 013 | 847  | 828  | 798  | 759  | 796  | 790  | 763  |

| 2021 | 2022 | - | - | - | - | - | - | - |
| ---- | ---- | - | - | - | - | - | - | - |
| 782  | 796  | - | - | - | - | - | - | - |

| selon la population municipale des années : | 1968 | 1975 | 1982 | 1990 | 1999 | 2006 | 2009 | 2013 |
| Rang de la commune dans le département      | 34   | 28   | 25   | 24   | 23   | 26   | 27   | 26   |
| Nombre de communes du département           | 340  | 328  | 330  | 332  | 332  | 332  | 332  | 332  |

### Enseignement
Moulis a une école maternelle et une école primaire et fait partie de l'académie de Toulouse.

### Culture et festivités
- Musée de la vie souterraine René Jeannel devenu Centre expérimental européen pour l'étude de la biodiversité du CNRS[60].
- La commune dispose d'une grande salle des fêtes.

### Activités sportives
- Roc’Aventure est un parcours en hauteur situé au-dessus du canyon d’Aubert et de ses nombreuses falaises. Permet d'évoluer en hauteur (jusqu’à 100 m) d’une rive à l’autre du canyon en alternant ponts de singe, passerelles, tyroliennes (jusqu’à 200 m de longueur), mains-courantes, via ferrata. L'encadrement d'un moniteur diplômé est obligatoire[61].
- Le Char de Moulis, surplomb à 850 m au dessus du village, accessible par le hameau de Montfaucon, constitue un site de pratique[62] de parapente référencé de la Fédération française de Vol libre.
- Randonnée pédestre, spéléologie,

### Écologie et recyclage

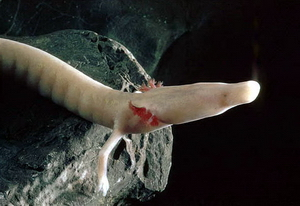
Le protée anguillard, un troglobie soigneusement étudié.

La Station d’écologie théorique et expérimentale (SETE) René Jeannel du CNRS fonctionne à Moulis : elle travaille notamment sur le réchauffement climatique, l'évolution des aquifères karstiques et des biotopes souterrains avec l'étude d'un étrange animal cavernicole, le protée.
La déchetterie intercommunale la plus proche se situe au lieu-dit Palétès à Saint-Girons.

## Économie

### Revenus
En 2018, la commune compte 382 ménages fiscaux, regroupant 808 personnes. La médiane du revenu disponible par unité de consommation est de 20 710 € (19 820 € dans le département).

### Emploi
| Division       | 2008  | 2013   | 2018   |
| -------------- | ----- | ------ | ------ |
| Commune        | 4,1 % | 7,9 %  | 11,1 % |
| Département    | 8,9 % | 11,1 % | 11,2 % |
| France entière | 8,3 % | 10 %   | 10 %   |

En 2018, la population âgée de 15 à 64 ans s'élève à 463 personnes, parmi lesquelles on compte 75,5 % d'actifs (64,4 % ayant un emploi et 11,1 % de chômeurs) et 24,5 % d'inactifs,. En 2018, le taux de chômage communal (au sens du recensement) des 15-64 ans est inférieur à celui du département, mais supérieur à celui de la France, alors qu'en 2008 il était inférieur à celui de la France.
La commune fait partie de la couronne de l'aire d'attraction de Saint-Girons, du fait qu'au moins 15 % des actifs travaillent dans le pôle,. Elle compte 176 emplois en 2018, contre 143 en 2013 et 108 en 2008. Le nombre d'actifs ayant un emploi résidant dans la commune est de 304, soit un indicateur de concentration d'emploi de 57,8 % et un taux d'activité parmi les 15 ans ou plus de 54,2 %.
Sur ces 304 actifs de 15 ans ou plus ayant un emploi, 66 travaillent dans la commune, soit 22 % des habitants. Pour se rendre au travail, 89,4 % des habitants utilisent un véhicule personnel ou de fonction à quatre roues, 1,7 % les transports en commun, 5,3 % s'y rendent en deux-roues, à vélo ou à pied et 3,6 % n'ont pas besoin de transport (travail au domicile).

### Activités

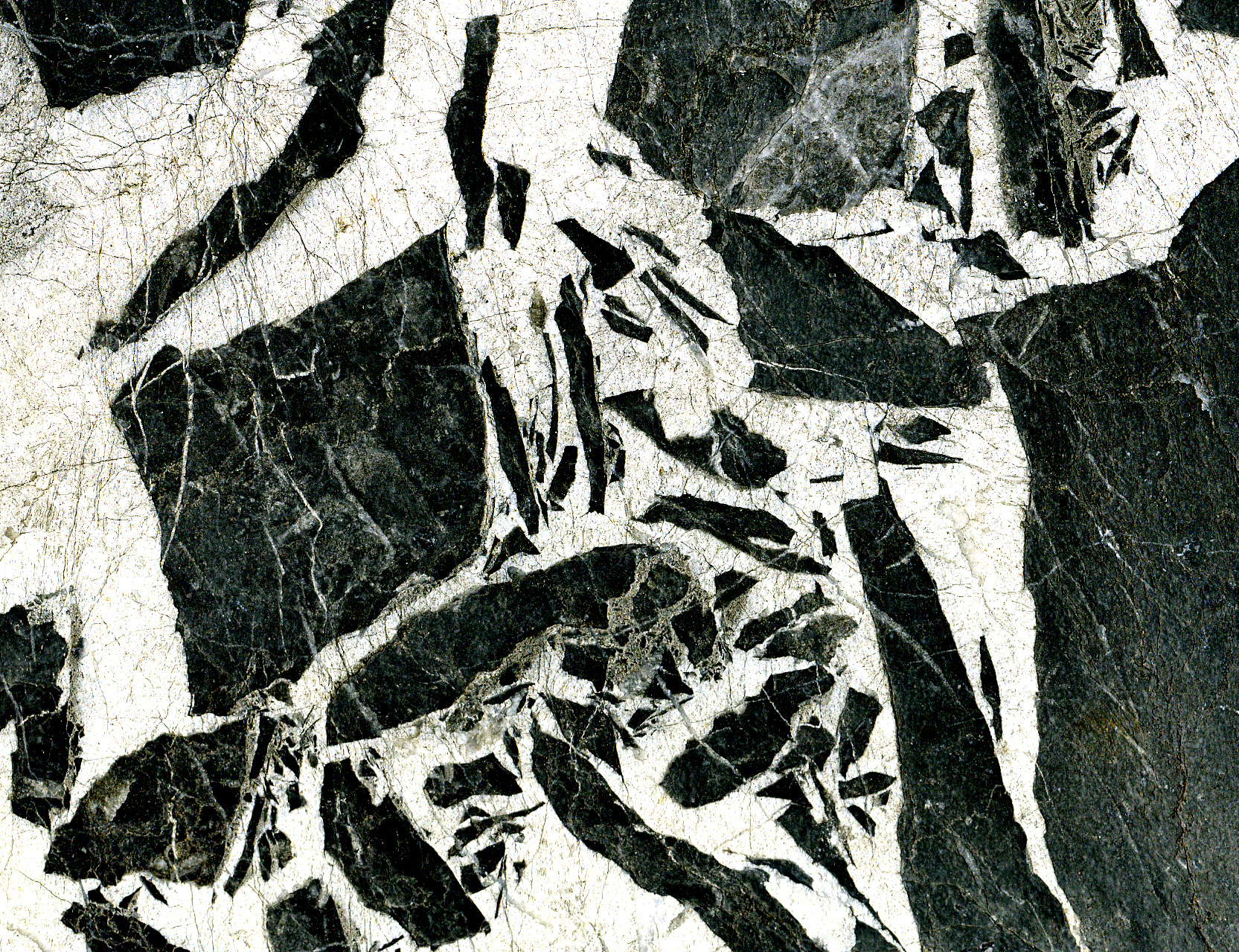
Marbre Grand Antique d'Aubert.

#### Carrière d'Aubert
Se trouve à Aubert une très ancienne carrière de marbre. Le marbre extrait est appelé "Grand Antique".
La carrière, actuellement propriété de la société Rocamat, fut exploitée dès l'Antiquité romaine. Le marbre, alors appelé Marmor Celticum, fut utilisé dans de nombreux bâtiments à Rome et Constantinople. Rouverte au XIXe siècle, elle fut abandonnée en 1952, se transformant en un petit lac appelé le "Trouc de Desmembreri" (Trou de l'Oubli). Depuis 2014, elle est à nouveau exploitée par la société italienne Escavamar.
En 2015, la marque marbre «Grand antique d'Aubert» a officiellement été déposée. Le marbre moulisien s'exporte désormais à Londres, à New York, au Japon...

#### Artisanat et commerce
- « Le Moulis » est un fromage de vache au lait cru affiné au village dans la tradition des fromages du Couserans.
- Fromage fermier de vache au lait cru « Le Cazalou », façon Bethmale, au Pouech.
- Pizzeria café épicerie multiservices.
- Dépôt-vente.
- École de parapente, stages, vol biplace...
- Deux campings à Luzenac, gîtes en différents lieux de la commune.

## Culture locale et patrimoine

### Spécialité locale
Depuis le début du XXe siècle, deux familles de Moulis possédaient un moulin à meules de pierre permettant d'élaborer une moutarde au raisin réputée ; elle peut à nouveau être dégustée à l'occasion de la manifestation traditionnelle « Autrefois le Couserans » qui se déroule le premier week-end d'août à Saint-Girons.

### Culture locale et patrimoine
- Église Notre-Dame de Luzenac, classée Monument historique en 1961.
- Église Saint-Jacques d'Aubert.
- Église Saint-Jean-Baptiste du Pouech.
- Église Saint-Lizier de Moulis.

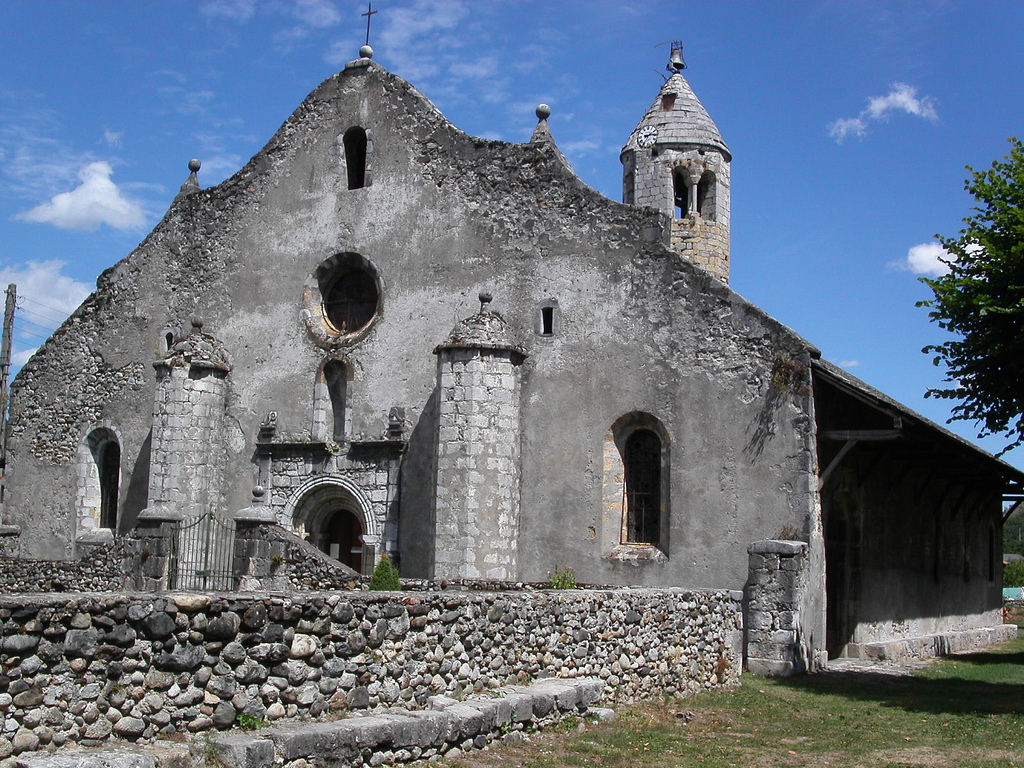
Église Notre-Dame de Luzenac.
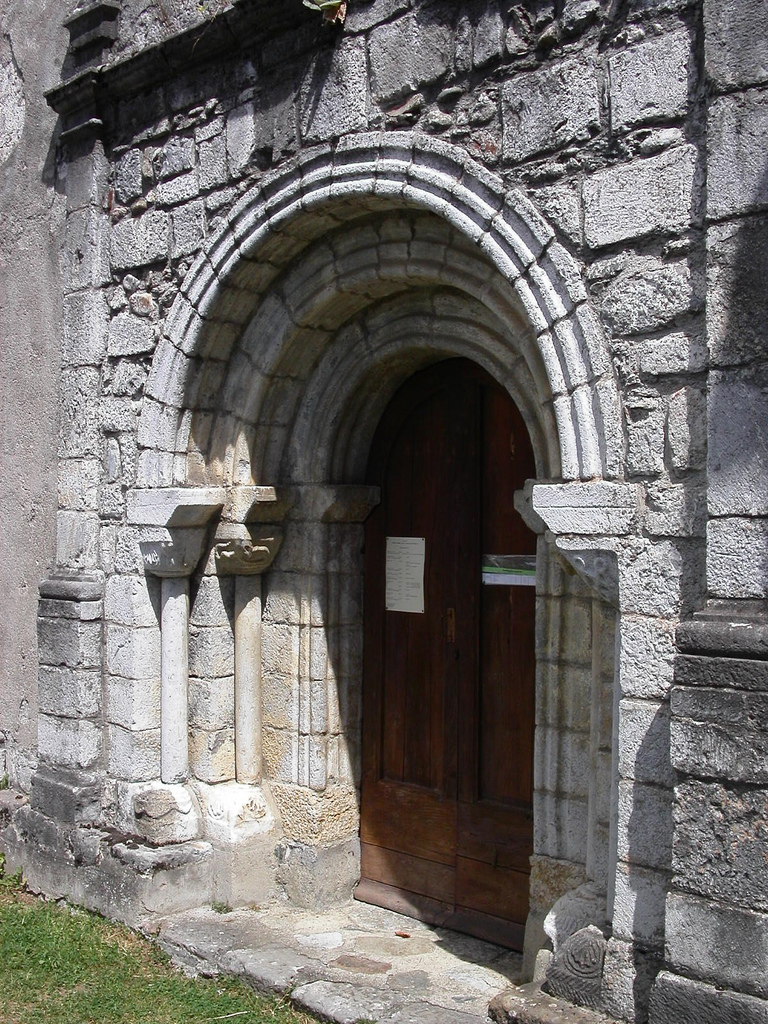
Portail de l'église Notre-Dame de Luzenac-de-Moulis. Le portail possède deux archivoltes reposant sur des chapiteaux ornés de palmettes et de visages humains.
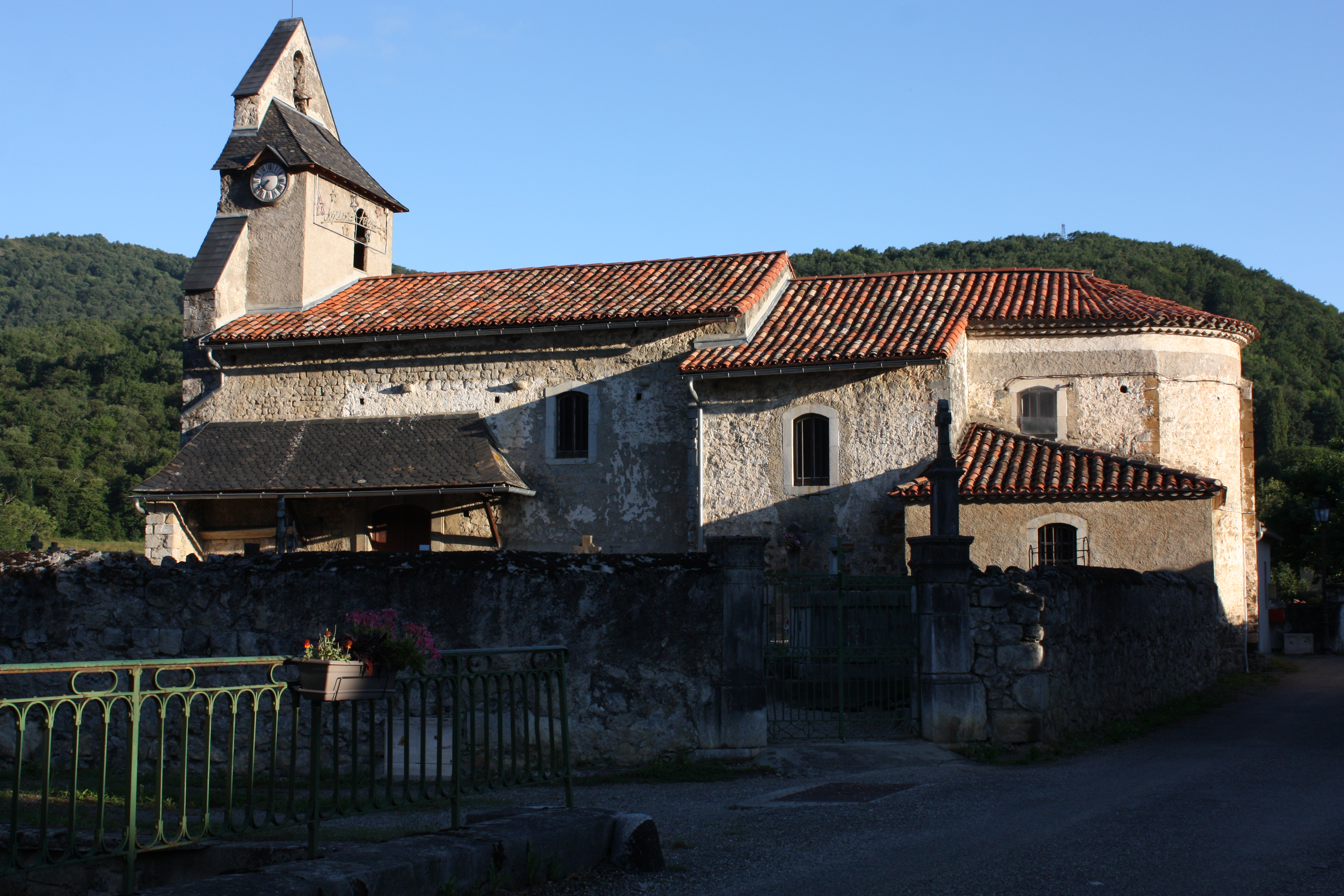
Église Saint-Jacques d'Aubert.
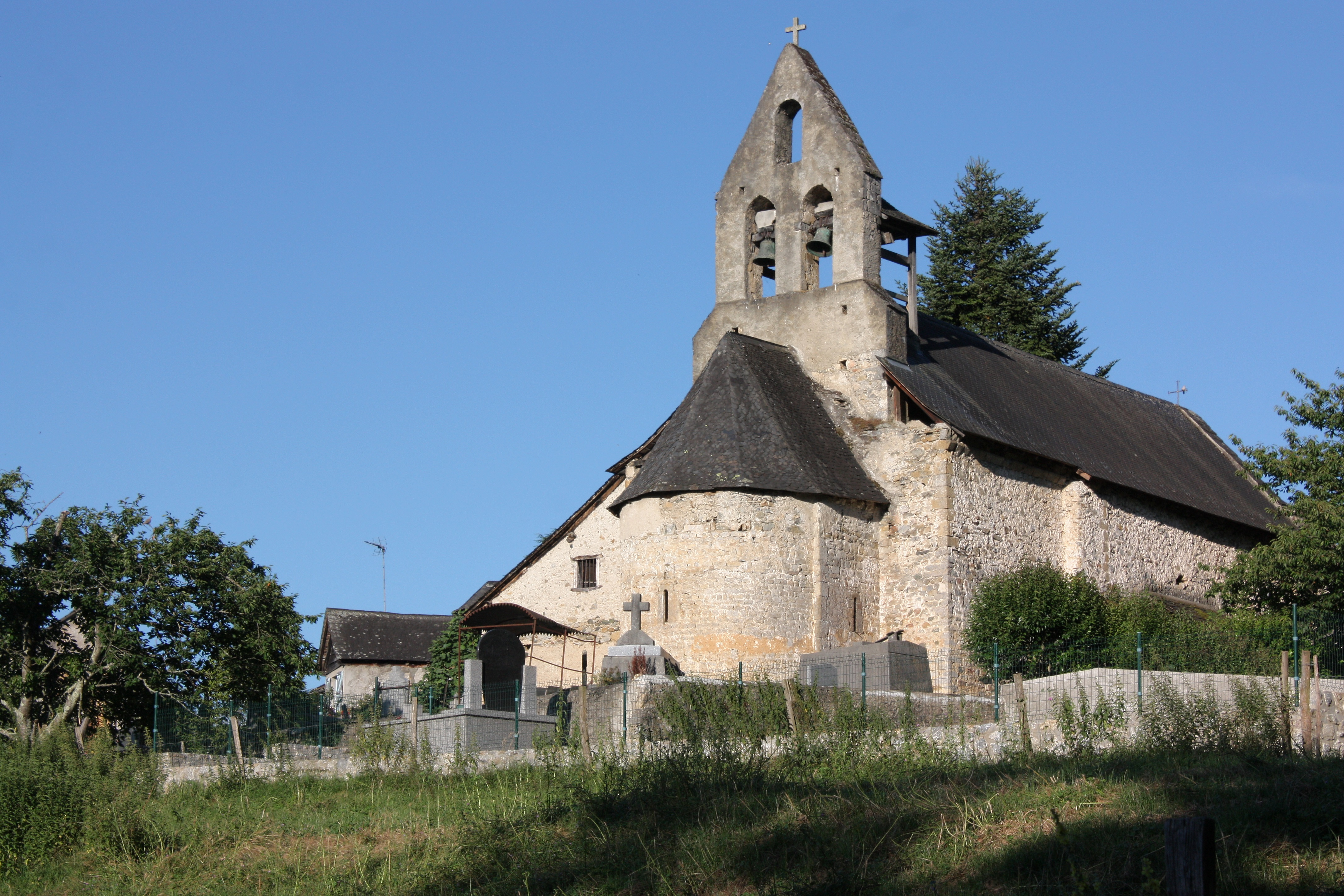
Église Saint-Jean-Baptiste de Pouech.
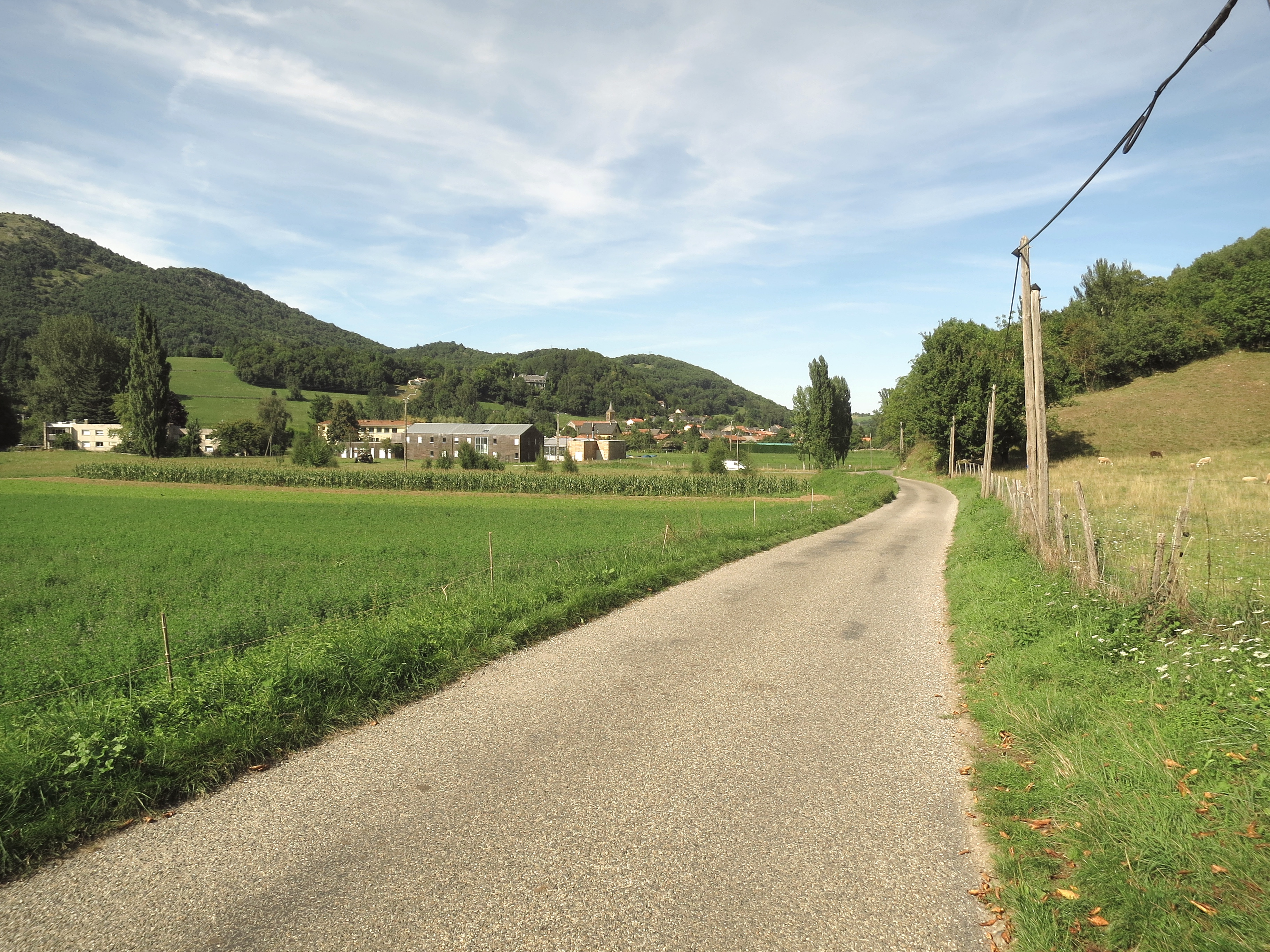
Moulis avec en arrière plan l'église Saint-Lizier de Moulis.

- Pile romaine de Luzenac, classée Monument historique en 1905.
- Cascade d'Aubert.
- Carrière de marbre d'Aubert.
- Le col de Portech (868 m) permet de rejoindre par la D 137 la commune d'Alos et, au-delà, le Haut-Salat par Sentenac-d'Oust.

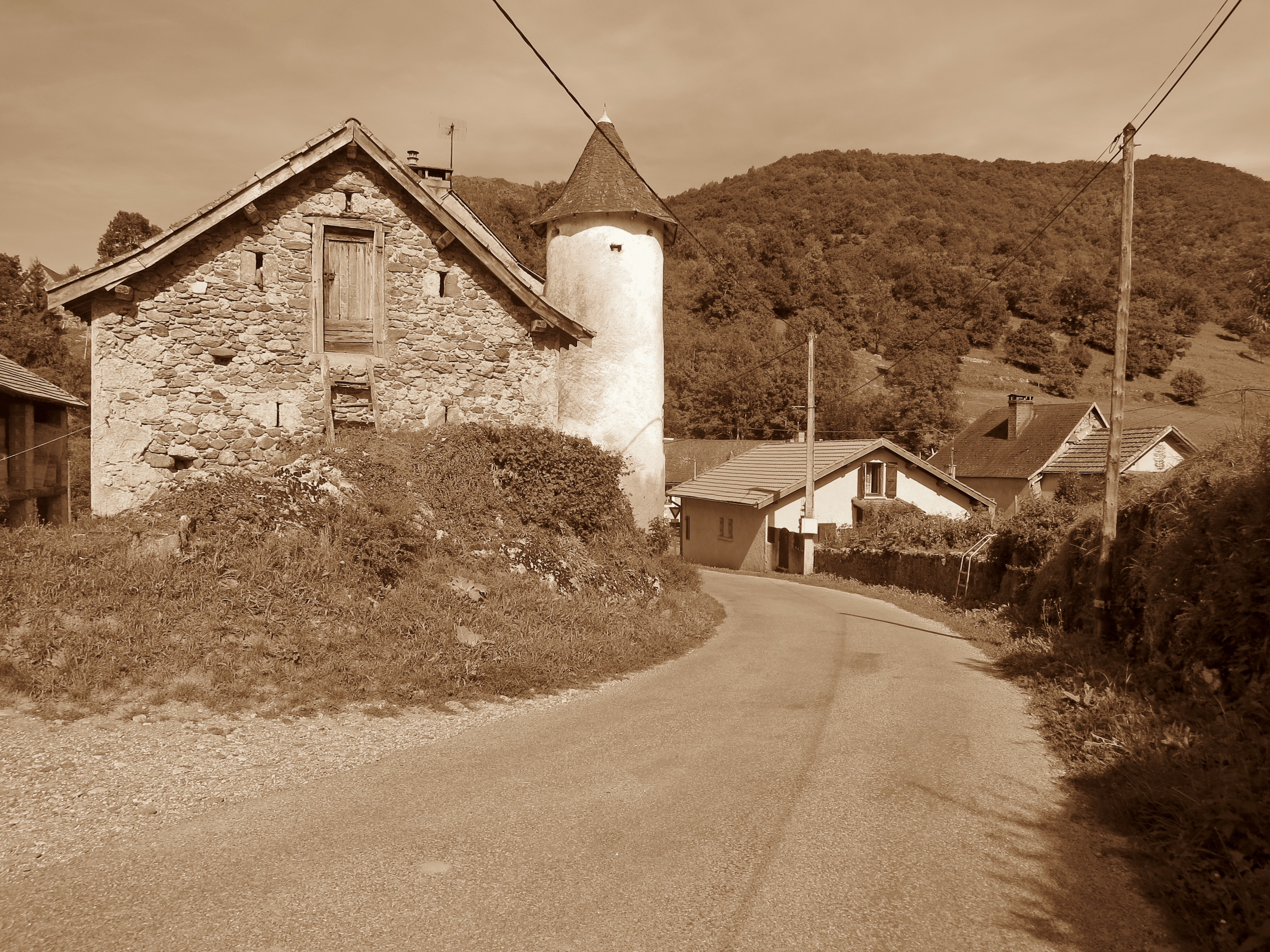
Hameau de Saint-Martin.
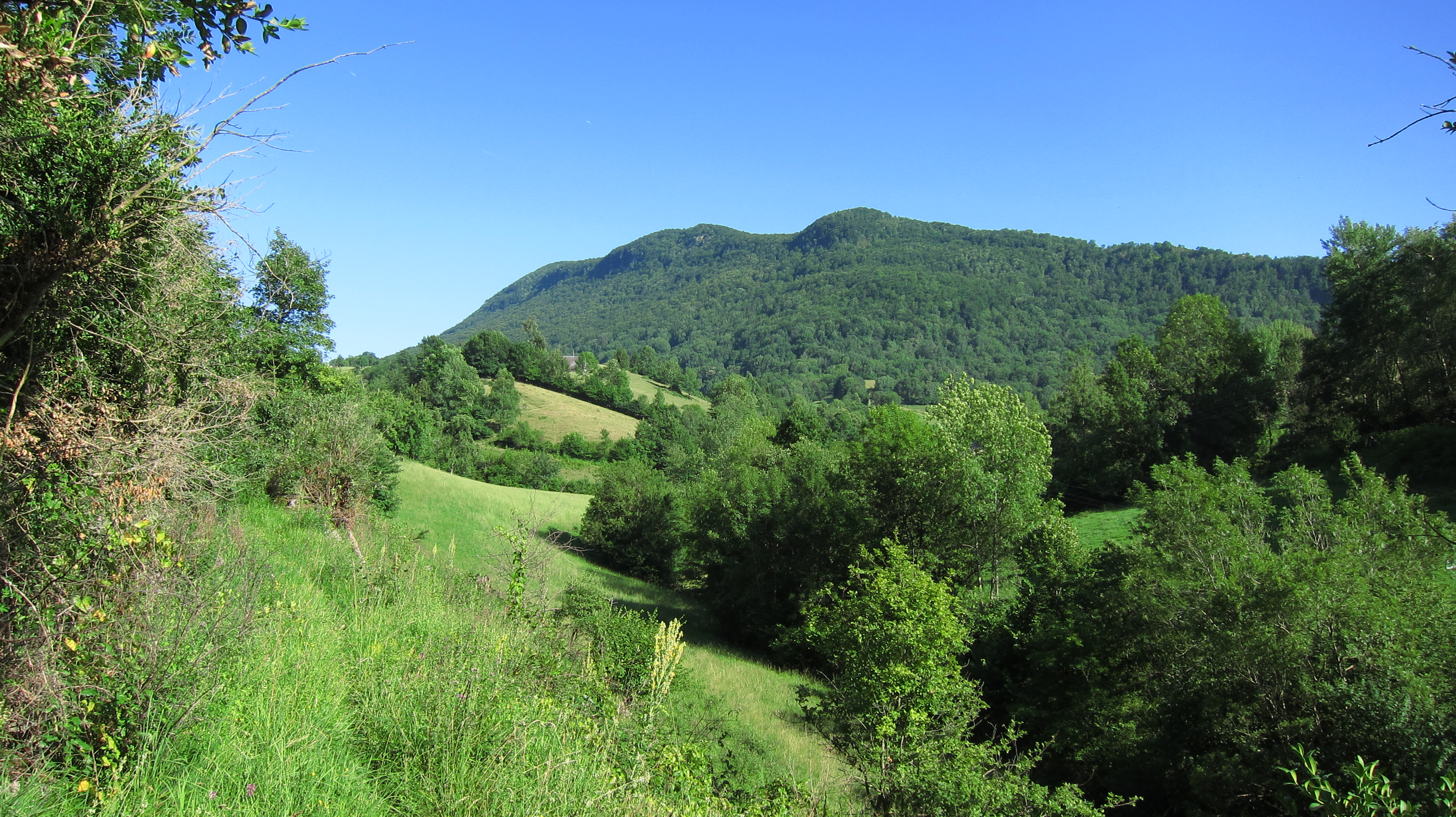
La campagne, au loin Sourroque.
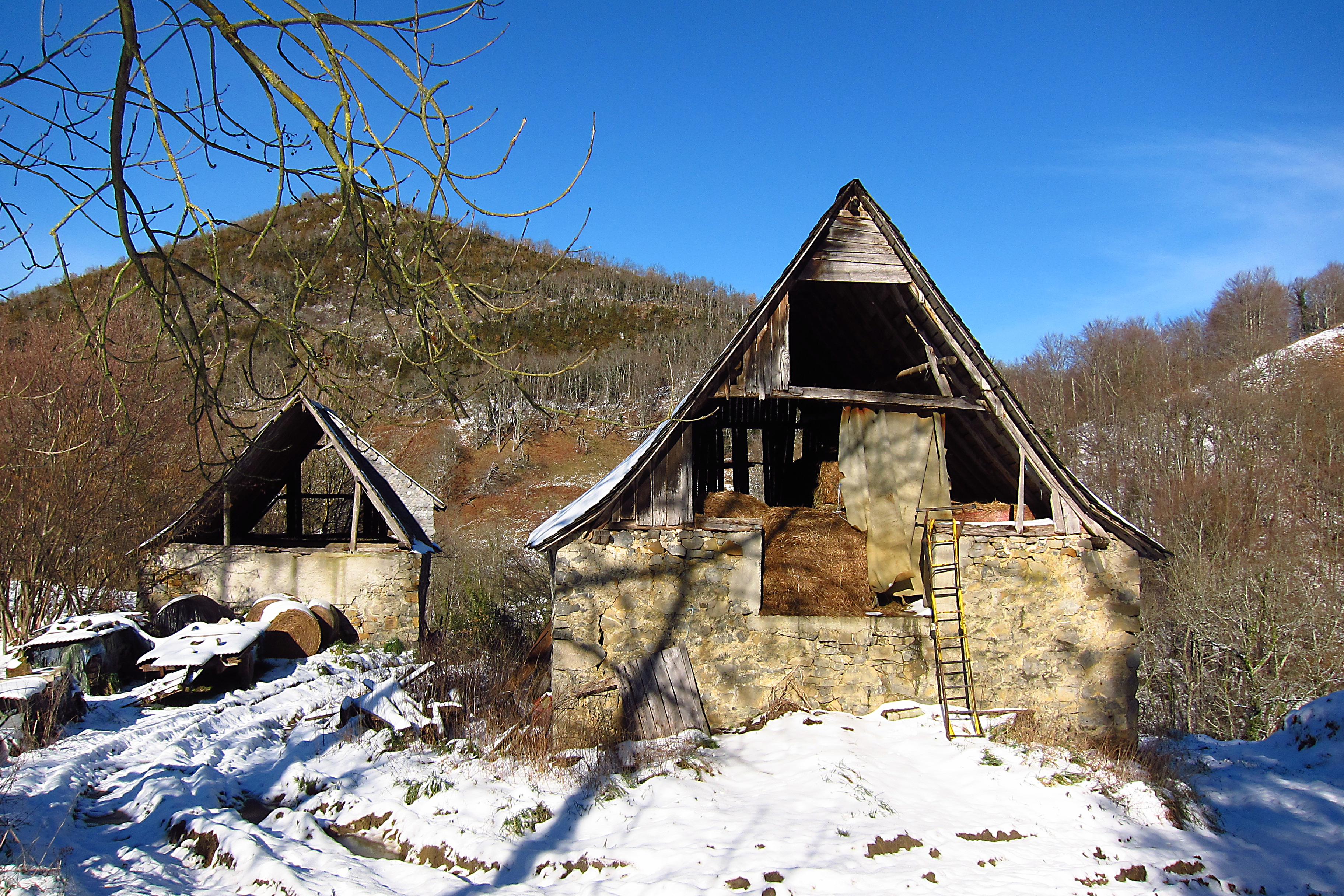
Granges à Montfaucon d'en Haut.
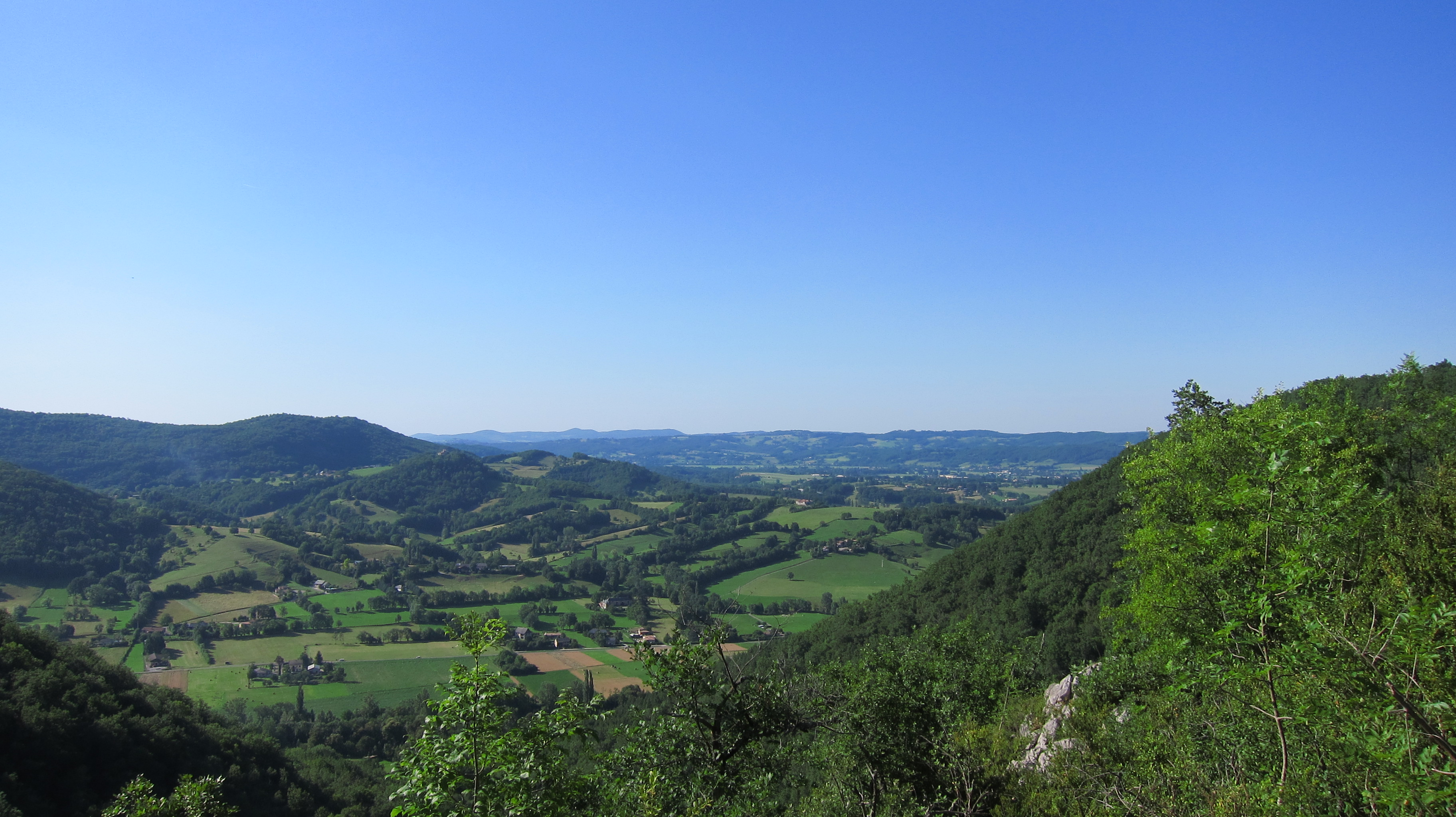
La vallée du Lez.
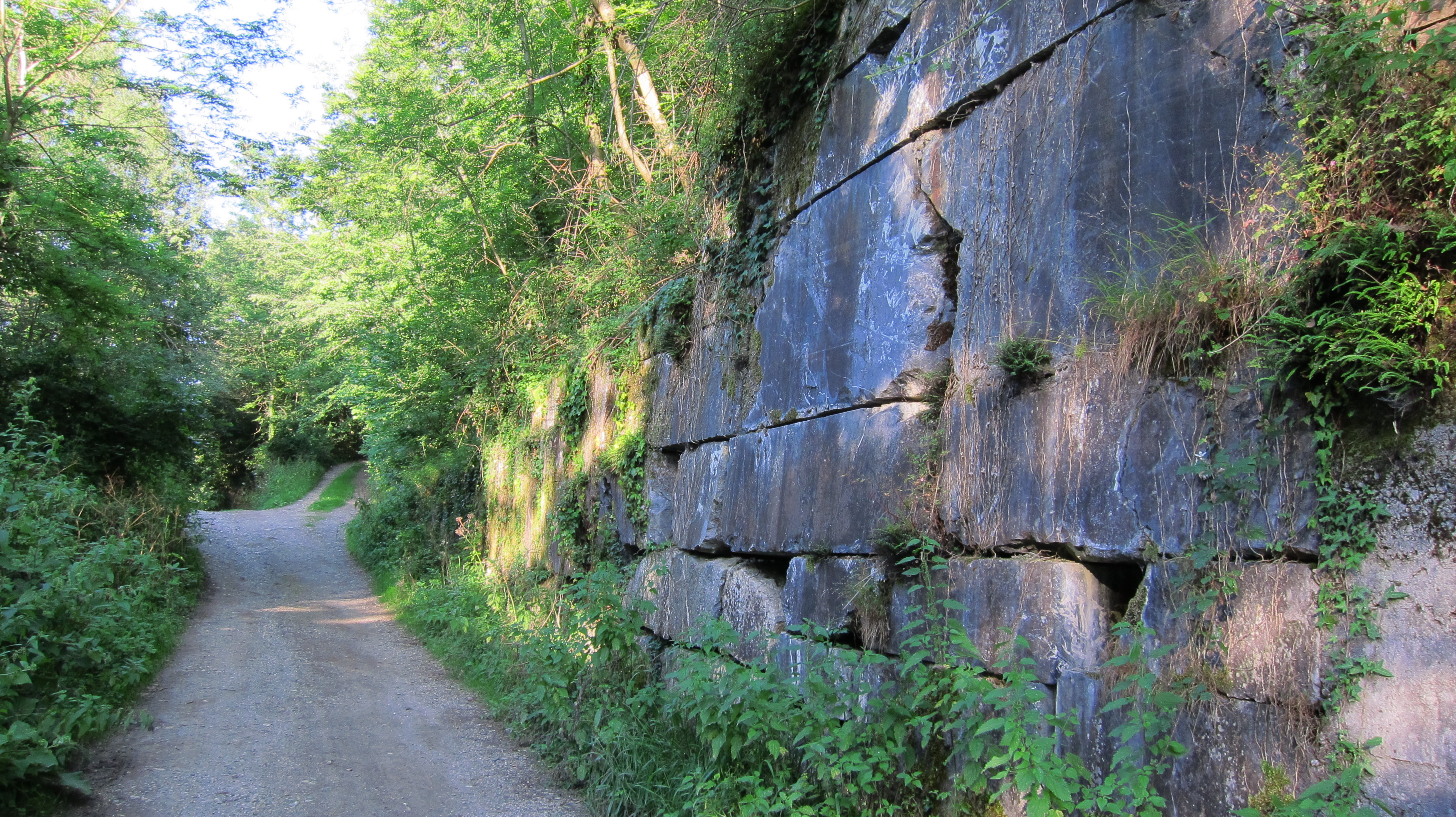
Ancienne carrière de marbre d'Aubert.
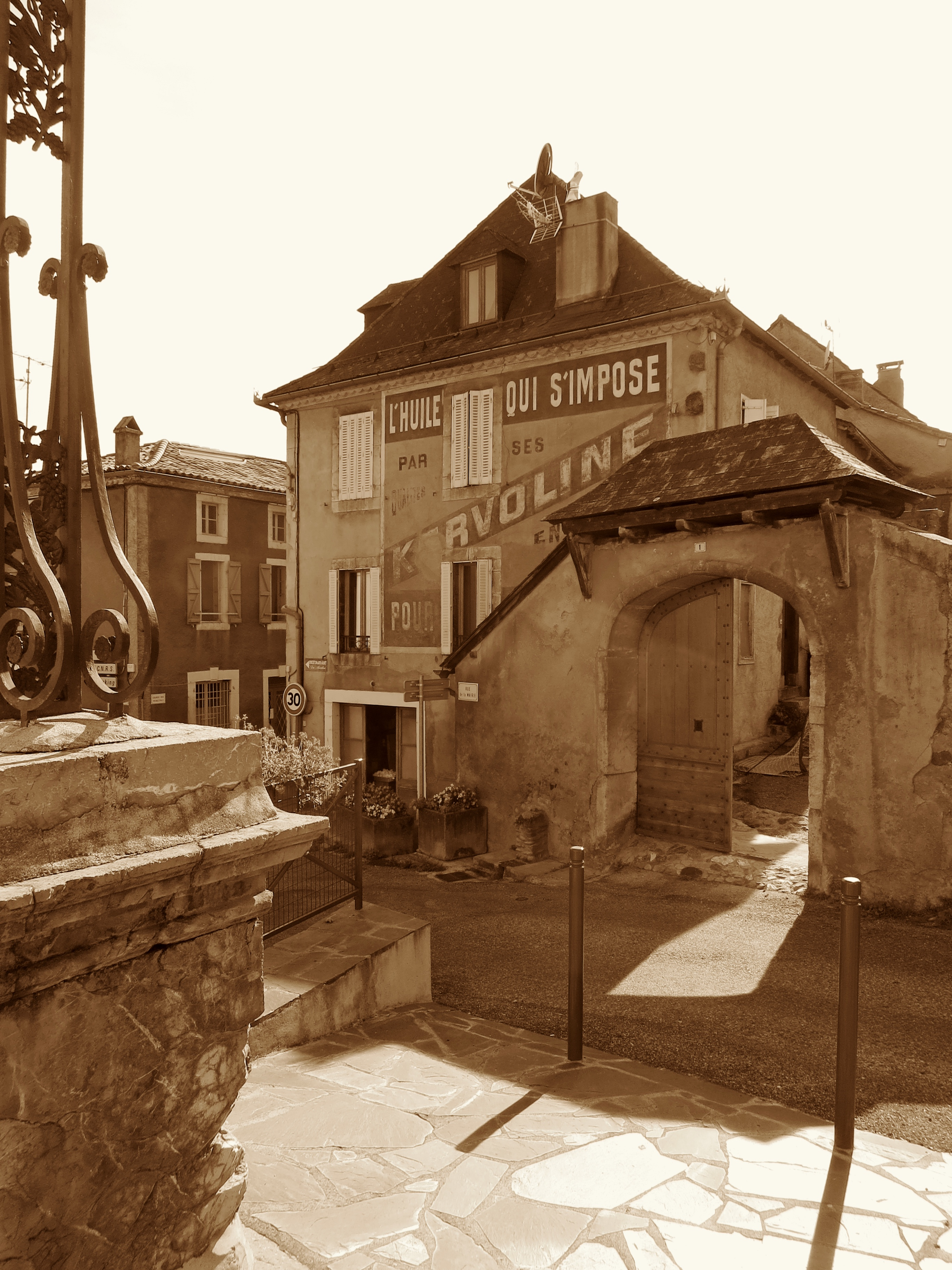
Moulis, rue de la Mairie.

### Personnalités liées à la commune
- Auger II de Montfaucon (?-1303), évêque de Couserans.
- Jacques-Arnaud Penent, écrivain (° 25 avril 1943 à Toulouse, † 23 mai 1994 à Moulis).
- Pierre Géraud (° 31 mars 1898, † 4 janvier 2004), âgé de 106 ans, dernier poilu de l'Ariège, soldat 2e classe du 14e RI muté au 113e RI, prisonnier en Allemagne durant la Première Guerre mondiale, chevalier de la Légion d'honneur le 11 novembre 1995.
- Albert Vandel, créateur en 1948 du laboratoire souterrain de Moulis avec Louis Fage, Bernard Gèze directeur et Pierre-Alfred Chappuis sous-directeur.

## Pour approfondir